# Erdpreß
Erdpreß ist ein Dorf mit etwa 200 Einwohnern in Niederösterreich und gehört zur politischen Marktgemeinde Sulz im Weinviertel. Das Dorf ist die einzige Siedlung der gleichnamigen Katastralgemeinde, die sich jedoch Erdpress schreibt. 

## Geografie
Das Mehrfachzeilendorf befindet sich etwa 40 Kilometer nordöstlich von Wien zwischen den Orten Niedersulz und Spannberg auf einer Höhe von 177 m ü. A. Der Ort erstreckt sich entlang der Landesstraße L17 beziehungsweise des von West nach Ost fließenden Sulzbaches.
Zur Katastralgemeinde Erdpress mit einer Fläche von 485,23 ha und von rund 110 Gebäuden gehören das Dorf, die Flur Überfeld im Norden und weitere Fluren im Süden. Nachbarorte und -Katastralgemeinden sind (von Norden im Uhrzeigersinn): Obersulz, Loidesthal, Spannberg, Hohenruppersdorf und Niedersulz.

## Geschichte
Im 12. Jahrhundert scheinen die Babenberger als Besitzer auf. Diese gaben im Zuge eines Tauschgeschäftes dieses Gebiet an das Bistum Passau ab und die wiederum an das Stift Heiligenkreuz.
Erdpreß gehörte zur Herrschaft Niedersulz und das Stift Heiligenkreuz hatte die Grund-, Orts- und Konskriptions-Obrigkeit inne. 1208 wird Erdpreß urkundlich erwähnt und war seit jeher nach Niedersulz eingepfarrt. Niedersulz wiederum war vor 1200 Pfarre und bis 1957 dem Stift Heiligenkreuz inkorporiert.
Franz Xaver Schweickhardt beschreibt das 72 Häuser umfassende Dorf 1833 folgendermaßen:
„Die Bewohnerzahl beläuft sich auf 77 Familien, 154 männliche und 184 weibliche Personen. Der Viehbestand beträgt 16 Pferde, 64 Kühe, 126 Schafe und 82 Schweine. Die Einwohner treiben Acker- und Weinbau und bestehen aus Bauern und Hauersleuten, welche gut bestiftet sind und als Ganz-, Halb-, Viertellehner dann Kleinhäusler erscheinen. Außer den unentbehrlichen Handwerkern haben sie sonst keine unter sich und treiben eine ziemliche Viehzucht mit Stallfütterung. Ihre Grundstücke von mittelmäßiger Güte bebauen sie mit Weizen, Rocken, Gerste und Hafer, auch haben sie etwas Obst.“
Laut Adressbuch von Österreich waren im Jahr 1938 in der Ortsgemeinde Erdpreß zwei Dachdecker, ein Gastwirt, ein Gemischtwarenhändler, ein Maler, eine Milchgenossenschaft, ein Müller, ein Schmied, ein Schneider, drei Schuster, ein Wagner und zwei Weinsensale ansässig.

## Ortskapelle

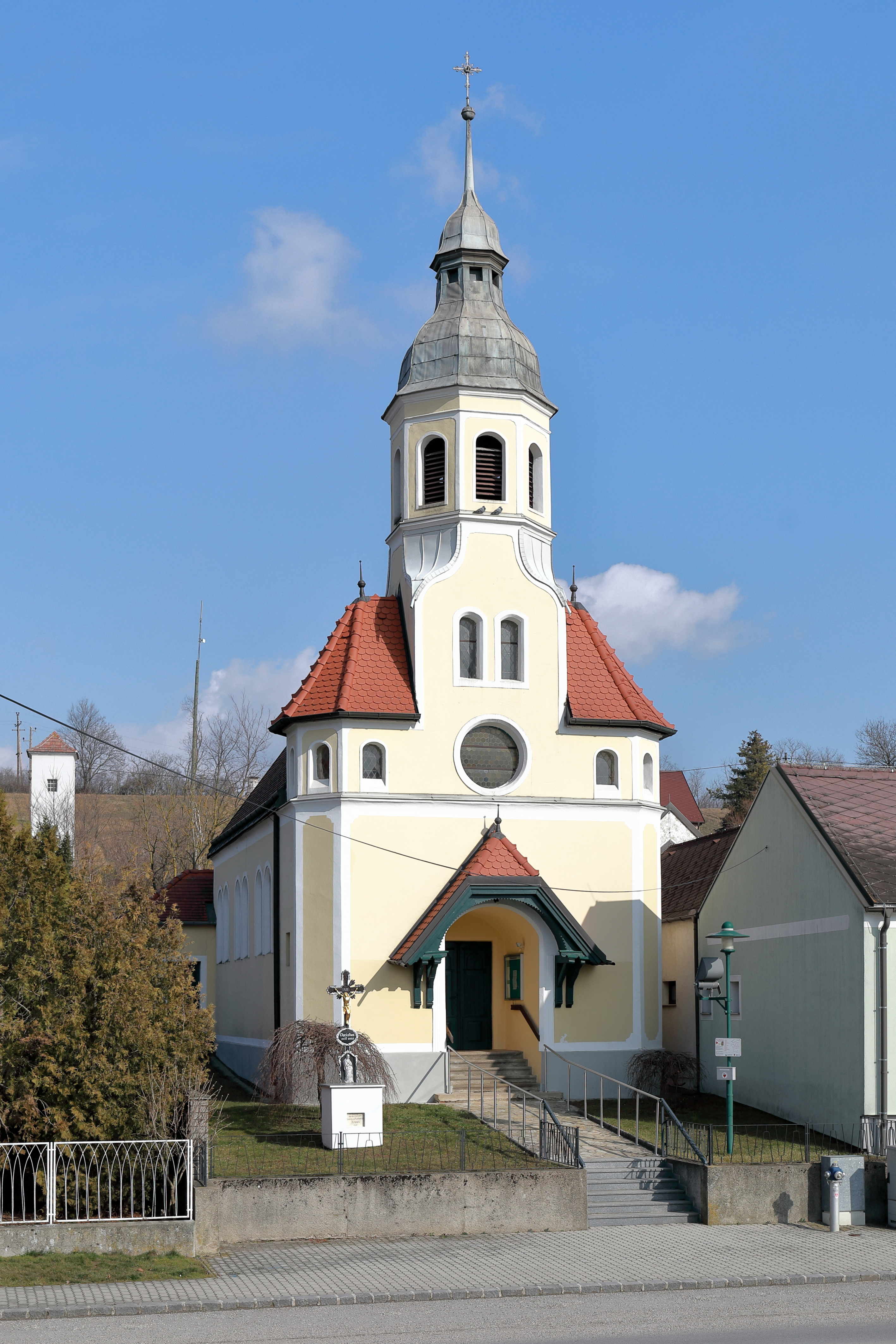
Ortskapelle St. Vitus

Die leicht erhöht in der Mitte von Erdpreß gelegene Kapelle ist ein historisierender Bau, der nach Plänen des Architekten Karl Weinbrenner errichtet wurde und dem heiligen Vitus geweiht ist. Am 5. Juni 1905 erfolgte die feierliche Grundsteinlegung und mit September 1906 war das Bauwerk fertig gestellt. Die Einrichtungsarbeiten zogen sich über Jahre hinweg, sodass erst am 19. November 1917 die feierliche Weihe durch den Heiligenkreuzer Abt Gregor Böck stattfand.